# Barillet (serrurerie)
Pour les articles homonymes, voir Barillet.
En serrurerie, le barillet est le nom commun pour le cylindre (technique), qui de par son utilisation permet le verrouillage ou le déverrouillage d'une serrure.
Il existe différentes formes et tailles de barillet, le plus connu est le profil européen.
Il existe pour chaque marque de serrure des profils différents, à savoir des ronds de diamètre différent, ou des barillets à languette, etc.
Des barillets s'entrouvrant (du verbe s'entrouvrir) sont une combinaison de différents barillets qui peuvent être ouverts par la même clé et s'entrouvrent entre eux.

## Types de barillet
Il existe trois types de barillet :
1. Le barillet simple. Barillet qui possède 5–6 pistons. Il est utilisé dans le cas de serrure à goupilles.
2. Le barillet de haute sécurité ou cylindre de haute sécurité. Barillet avec au moins 10 pistons.
3. Le barillet d'adaptation. Barillet qui fonctionne en remplacement du barillet cylindre d'origine.

### Versions
Plusieurs versions existent :
1. Le barillet antiperçage. Barillet qui utilise des matières différentes (inox et acier trempé pour les pistons), plus un déviateur à l'entrée de celui-ci, ainsi que des inserts et des billes de roulement en acier qui rendent le perçage inefficace.
2. Le barillet anticrochetage. Barillet qui utilise des pistons doubles en ligne ou multiaxials. Les rainures et gorges des goupilles télescopiques apportent une importante résistance au crochetage.
3. Le barillet à barre de renfort. Barillet qui possède une barre de renfort, élément dont la résistance mécanique ou la résistance mécanique élastique est importante, pour empêcher la cassure de celui-ci.
4. Le barillet à clé plate réversible à perçage. Barillet muni d'une clé permettant l'ouverture. Dotée  d'une technologie de haute sécurité, cette dernière permet le fonctionnement du barillet, la non duplication sans présentation de carte de propriété et la combinaison d'organigramme (hiérarchisation des clés). Dans certains cas, cette même clé peut fonctionner sur différents profils de barillet (en fonction de la marque, barillet d'adaptation).
5. Le barillet à clé à dents de scie. Barillet muni d'une clé à dents de scie, paracentrique, plate et crantée. La clé basique est taillée en profondeur, elle permet l'ouverture de barillet basique à insertion verticale unique (cylindre à goupille simple).

## Identification
Le barillet est identifié à l'aide d'une carte de propriété. Seul ce document permet à son détenteur de reproduire des barillets ou des clés dans un centre agréé.